# Lijst van gebieden van Natuurmonumenten
Hieronder staat per provincie een alfabetische lijst van natuurgebieden die worden beheerd door de Vereniging Natuurmonumenten. 

## Groningen
- Dal van de Ruiten Aa
- 't Hoge Land
  - Eiltsgat
  - Wytsemakooi
- Kardinge
- Noordlaarderbos
- Piccardthofplas
- Uithuizerwad
- Westerbroek

## Friesland
- Filenspolder
- Flietsterbosk
- Fochteloërveen
- Griend
- Haulerpolder
- Hegewiersterfjild
- Landgoed de Slotplaats
- Lionserpolder
- Lycklamabos
- Nationaal Park Drents-Friese Wold
- Nationaal Park Lauwersmeer
  - Bantpolder
- Nationaal Park Schiermonnikoog
- Oudemirdumerklif
- Rengersmiede
- Rijsterpolder
- Richel
- Skrins
- Skrok
- Westerhitzumerbos

## Drenthe
- Baarwelsleek
- Berghuizen
- Broekenlaar
- De Klencke
- De Onlanden
  - Peizermaden
- Fochteloërveen
- Friese Veen
- Hiemstrastate
- Holtingerveld
- Landgoederen Paterswolde
  - De Braak
  - De Duinen
  - Elsburger Onland
  - Kluivingsbos
  - Polder het Oosterland
  - Polder Lappenvoort
  - Vennebroek
- Leggelderveld
- Mantingerbos en -weiden
- Mantingerveld
- Nationaal Park Drents-Friese Wold
- Nationaal Park Dwingelderveld
- Norger Esdorpenlandschap
  - Norgerholt
- Vijftig Bunder

## Overijssel
- De Tip
- Hoge Land van Vollenhove
- Meppelerdieplanden
- Nationaal Park Weerribben-Wieden
  - De Wieden
- Salland
  - De Colckhof
  - Den Alerdinck
  - Hoge Broek
  - Knapenveld
  - Landgoed Eerde
  - Sprengenberg
  - Raalterwold
  - Rechterense Veld
- Twente
  - Arboretum Poort Bulten
  - Beerninkholt
  - Beneden-Dinkeldal
  - Boerskotten
  - Buurserzand
  - Duivelshof
  - Elfterheurne
  - Galgenven
  - Grevenmaat
  - Grintenbosch
  - Haagse Bos
  - Hakenberg
- Twente (vervolg)
  - Hazelbekke
  - Het Everloo
  - Hoge Venterink
  - IJsbaan Losser
  - Landgoed Egheria
  - Lindermaten
  - Molterheurne
  - Roderveld
  - Snippert
  - Stepelerveld
  - Witte Veen
- Vreugderijkerwaard
- Zwarte Meer

## Gelderland
- Appense Bos
- Beekbergerwoud
- Beekbergse Beek
- Beekvliet
- Bekendelle
- Bergherbos
- Beurzerbeek
- Bevermeer
- De Bijvanck
- Bönnink
- Borkense Baan
- Buskersbos
- Deelerwoud
- Dorth
- Dottinkrade
- Driegaarden
- Empese en Tondense Heide
- 't Enzerinck
- Esveldsbos
- Gorsselse Heide
- Groote Veld
- Hackfort
- Hassinkbos
- Hedelse Bovenwaard
- Hekenbroek
- Hengstdal
- Heumensoord
- Hoeve Delle
- Koppenwaard
- Korenburgerveen
- Kotten
- Lampenbroek
- Larense Broek
- Leusveld
- Leuvenhorst en Leuvenumse Bos
- Loohuis
- Maasbommelse Waard
- Mentink
- Munsterman
- Mussenwaard
- Oldenaller
- Oud Groevenbeek
- Planken Wambuis
- Ramenberg
- Reeënberg
- Reijerscamp
- Soerense Broek
- Steilhul
- Stortelersbeek
- Vaalwaard
- Velhorst
- Velperwaarden
- Veluwemeerkust
- Nationaal Park Veluwezoom
- Voorstonden
- Vragenderveld
- 't Waliën
- Wellse Waard
- Wolfhezerheide
- Wooldse Veen
- Woudhuizen
- Zwarte Broek

## Flevoland
- Harderbos
- Harderbroek
- Harderhoek
- Kadoelerbos
- Kievitslanden
- Marker Wadden
- Vogeleiland
- Voorsterbos
- Waterloopbos
- Zwarte Meer

## Utrecht
- Coelhorst
- Eemland
  - Bekaaide Maat
  - Bruggematen
  - Ocrieteiland
  - Wolkenberg
  - Zwarte Noord
- Kamerikse Nessen
- Nieuwe Hollandse Waterlinie
  - Fort Nieuwersluis
- Kaapse Bossen
- Landgoed Haarzuilens
- Op Hees
- Soesterveen
- Stelling van Amsterdam
  - Fort bij Abcoude
  - Fort in de Botshol
  - Fort Nigtevecht
  - Fort Waver-Amstel
- Vechtplassen
  - Botshol
  - De Nes
  - Polder Groot-Mijdrecht
  - Tienhovense Plassen

## Noord-Holland
- Ankeveense Plassen
- Bantam
- Boekesteyn
- Corversbos
- Cronebos
- Damlanderpolder
- Drijvers Vogelweid De Bol op Texel
- Einde Gooi
- Fort aan de Jisperweg
- Fort aan de Middenweg
- Fort bij Spijkerboor
- Fort Kijkuit
- Gooilust
- Harger- en Pettemerpolder
- Hilverbeek
- Hinderdam
- Hoge Berg
- Horstermeerpolder
- IJdoorn
- Kortenhoefse Plassen
- Laegieskamp
- Lage Land van Texel
- Land en Bosch
- Loosdrechtse Plassen
- Loterijlanden
- Naardermeer
- Nijenburg
- Schaep en Burgh
- Schoonoord
- De Schorren
- Spanderswoud
- Spiegelplas
- Spiegelrust
- Tienhovense Plassen
- Uitermeer
- Utopia op Texel
- Wormer- en Jisperveld
- Wijde Blik
- Nationaal Park Zuid-Kennemerland
- Zwanenwater

## Zuid-Holland
- Aalkeetbuitenpolder
- Ackerdijkse Plassen
- Annabos
- Beningerslikken
- Bovenlanden Kromme Mijdrecht
- Buitenplaats De Tempel
- Coenecoop Kolonie
- Duinen van Goeree
- Eendenkooi Schipluiden
- Kadelanden
- Kop van Goeree
- Korendijkse Slikken
- Meertje de Waal
- Merrevliet
- Nieuwkoopse plassen
- Polder Noord-Kethel
- Polder Schieveen
- Quackgors
- Rietputten
- Scheelhoek
- Schiebroekse Polder
- Tiengemeten
- Tiendgorzen
- Vlietlanden
- Volgerland
- Voornes Duin
- Wolvenpolder

## Zeeland
- Biezelingse Ham
- Bloemdijken van Zuid-Beveland
- Fort Ellewoutsdijk
- Inlaag 1887
- Kwistenburg
- Middelplaten
- Nationaal Park Oosterschelde
  - Katse Plaat
  - Neeltje Jans
  - Verdronken Land van Zuid-Beveland
  - Zuidkust van Schouwen
- Natuurgebied De Poel
- Schenge
- 't Sloe
- Slot Haamstede
- Zuidgors
- Zwaakse Weel

## Noord-Brabant
- Baardwijkse Overlaat
- Cartierheide
- Chaamse Beek
- Dintelse Gorzen
- Dommeldal
- Elshoutse Wielen
- Gansooiense Uiterwaard
- Grote Meer
- Huis ter Heide (Loon op Zand)
- Kampina
- Lange Maten
- Langenboomse Bossen
- Loonse en Drunense Duinen
- De Maaij
- Maasuiterwaarden
- Malpiebeemden
- Markdal
- Mirandolles Heike
- De Moeren
- Moergestels Broek
- Molenheide
- Noordpolder van Ossendrecht
- Oisterwijkse Bossen en Vennen
- Oosterheide
- Oude Buisse Heide
- Plateaux-Hageven
- De Reten
- Rijskampen
- Rucphense Bossen
- Slikken bij de Sabina-Henricapolder
- Slikken van de Heen
- Steenbergse Vliet
- Stevensbergen
- Stippelberg
- Visdonk (landgoed)
- Vlijmens Ven
- Vluchtheuvel
- Wallsteijn
- West-Brabantse Dijken

## Limburg
- Areven
- Berghofweide
- Bovenste Bos
- Brunssummerheide
- Dal van de Rode Beek
- Eyserheide
- Geleenbeekdal
- Genhoes
- Geuldal
- Grasbroek
- Grensmaas
- Groeve Sweijer
- Heioord
- Horstergrub
- 't Hout
- IJzerenbos
- Imstenraderbos
- Kelmonderbos
- Keversbroek
- De Krang
- Kruispeel
- Laurabossen
- Limbrichterbos
- Mechelderbeekdal
- Mookerheide
- Noordal
- Rivierduintjes
- Schinveldse Bossen
- Selzerbeekdal
- Sint-Jansberg
- Sint-Pietersberg
- Spaubekerbos
- Stramprooierheide
- Strijthagerbeekdal
- Taterbos
- Terworm
- Tungelerwallen
- Uffelse Beek
- Vrouwenbos
- Weerterheide
- Wijffelterbroek
- Wormdal
- De Zevenbergen